# Mîtkî, Bar
Mîtkî (în ucraineană Митки) este localitatea de reședință a comunei Mîtkî din raionul Bar, regiunea Vinnița, Ucraina.

## Demografie
Componența lingvistică a localității Mîtkî
     Ucraineană (99,11%)
     Alte limbi (0,89%)
Conform recensământului din 2001, majoritatea populației localității Mîtkî era vorbitoare de ucraineană (99,11%), existând în minoritate și vorbitori de alte limbi.